# لوازم ورزشی
به وسایلی گفته می‌شود که با استفاده از آن‌ها سوخت و ساز بدن بالا رفته و همچنین باعث تقویت، حجیم شدن، کات شدن و در نتیجه قوی شدن عضلات می‌شود.
لوازم ورزشی در دو نوع سبک و سنگین موجود می‌باشند.
در علوم زندگی امروزی، استفاده از لوازم ورزشی بسیار رایج شده‌‌‌‌‌‌ است و بیشتر افراد در خانه و حتی در محل کار خود برای بهبود سلامتی خود و یا افزایش سوخت و ساز بدن از تردمیل که یکی از رایج‌ترین ابزار  ورزشی است، استفاده می‌کنند .
طناب زن  نیز  از  ارزانترین  ورزش های  هوازی  می‌باشد
لوازم ورزشی انواع مختلفی دارد که عبارتند از:
- لوازم ورزشی هوازی
- لوازم ورزشی بدنسازی